# Teresa Tymieniecka
Teresa Janina Tymieniecka – polska fizyk, profesor nauk fizycznych.

## Życiorys
W 1965 r. ukończyła studia fizyczne na Uniwersytecie Warszawskim, w 1973 r. obroniła pracę doktorską, w 1995 r. habilitowała się na podstawie pracy zatytułowanej Kalorymetry próbkujące w eksperymentach fizyki wysokich energii. W 2010 r. uzyskała tytuł profesora nauk fizycznych.
Została zatrudniona w Narodowym Centrum Badań Jądrowych, na Uniwersytecie Warszawskim, na Uniwersytecie Przyrodniczo-Humanistyczny w Siedlcach oraz na Uniwersytecie Kardynała Stefana Wyszyńskiego w Warszawie.
Była członkiem Zespołu Interdyscyplinarnego do spraw Programu Wspierania Infrastruktury Badawczej w ramach Funduszu Nauki i Technologii Polskiej Ministerstwa Nauki i Szkolnictwa Wyższego.